# اچ‌ام‌اس الجراین (۱۸۹۵)
اچ‌ام‌اس الجراین (۱۸۹۵) (به انگلیسی: HMS Algerine (1895)) یک کشتی بود که طول آن ۱۸۵ فوت (۵۶ متر) بود. این کشتی در سال ۱۸۹۵ ساخته شد.